# 2023年世界陸上競技選手権大会

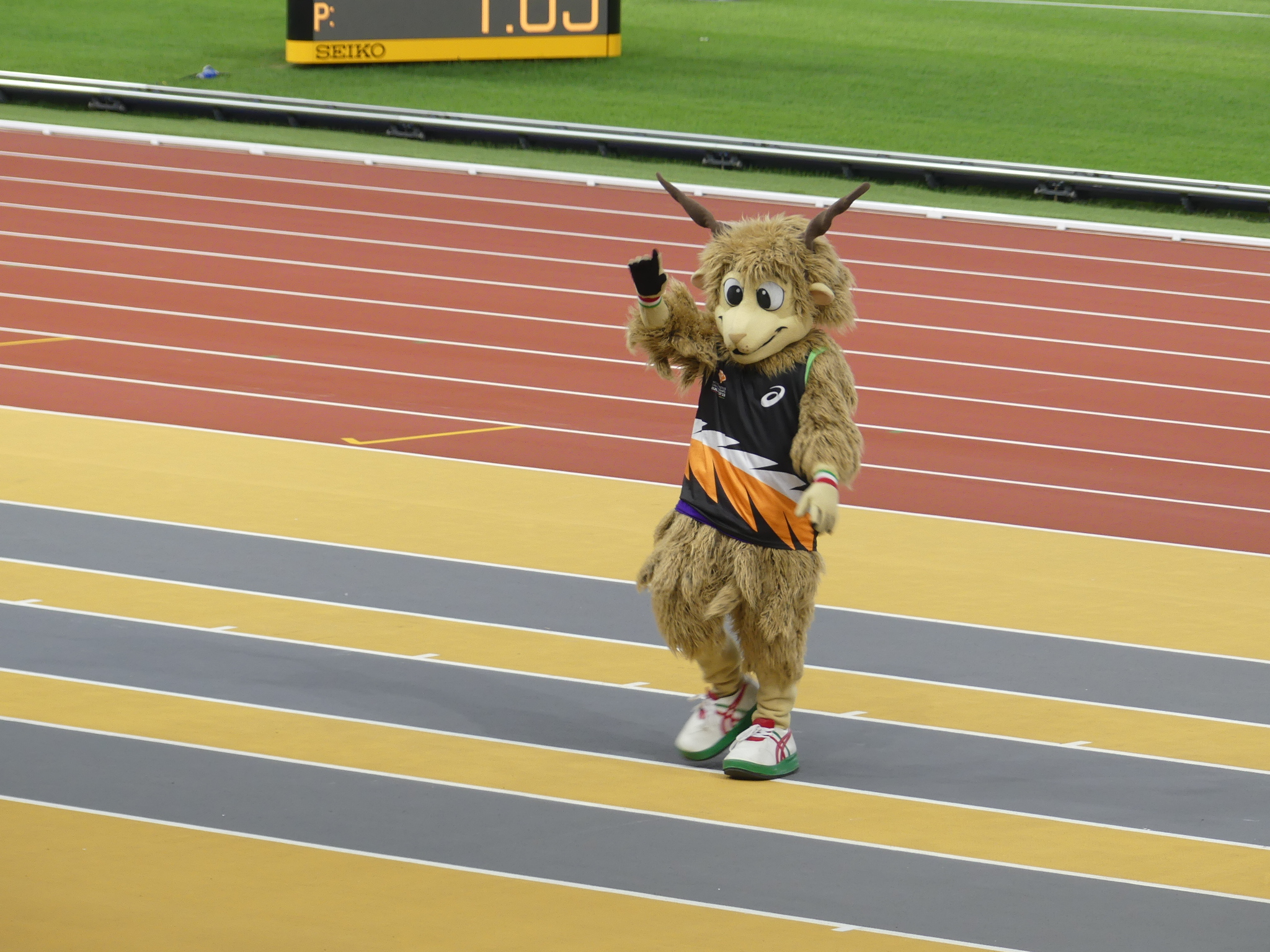
大会マスコットの「Youhoo」

2023年世界陸上競技選手権大会（2023ねんせかいりくじょうきょうぎせんしゅけんたいかい、英語: 2023 World Athletics Championships）は、2023年8月19日から27日までハンガリーの首都・ブダペストで開催されたワールドアスレティックス主催の第19回世界陸上競技選手権大会。通称ブダペスト23。

## 概要
世界陸上史上初めて、ハンガリーで開催。当初の計画では、過去の大会の通例に沿って、オレゴン（アメリカ合衆国）での前回大会から2年後の開催を予定していた。しかし、2020年夏季の開催を予定していた東京2020オリンピックが、同年初頭からの新型コロナウイルス感染症（COVID-19）流行の影響で翌2021年の夏季に延期された。ワールドアスレティックス（世界陸連）ではこの事態を受けて、2021年に予定していたオレゴン大会の日程を2022年7月15日から24日までの期間に変更したものの、当大会については当初の計画で設定していた日程を据え置いた。このような事情から、世界陸連では世界陸上史上初めて、大会を2年連続で開催することになった。

## 会場
メイン会場は、当大会の開催に合わせて建設されたネムゼティ・アトレーティカイ・ケズポントで、観客の最大収容人数をおよそ4万人に設定。ただし、国立競技場や関連施設の規模が非常に大きいことから、トラック種目やフィールド種目に出場する選手のウォーミングアップには、国立競技場と別のエリアを「ウォーミングアップエリア」（サブトラック）として使用している。国立競技場とウォーミングアップエリアの間には小さな川が流れているため、上記種目への出場に備えてサブトラックで調整していた選手には、国立競技場へ移動するための手段として（運営側のスタッフが運転する）カートが提供されている。

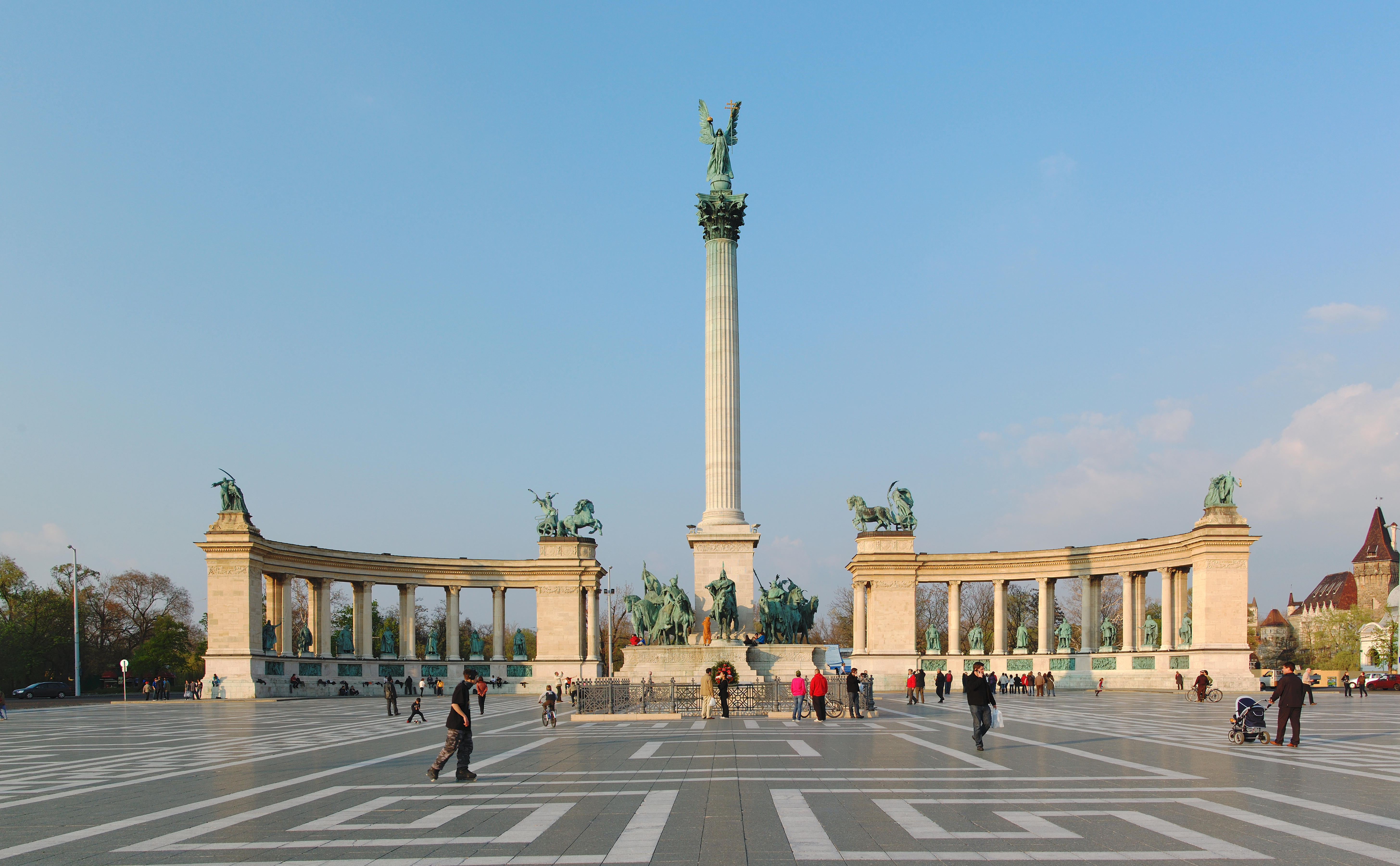
英雄広場

ロード種目（マラソン競技と競歩競技）では、スタート・フィニッシュ地点を英雄広場に定めたうえで、ブダペストの市街地でユネスコの「世界文化遺産」に登録されているエリア（ドナウ河岸、ブダ城地区、アンドラーシ通り）を経由する周回コースを設定。マラソンは男女とも、およそ10kmの周回コース（英雄広場→アンドラーシ通り→聖イシュトヴァーン大聖堂前の折り返し点→ヨージェフ・アティラ通り→ドナウ川に架かるセーチェーニ鎖橋→全長350mの「キャッスル・トンネル」→ブダ城の周辺→セーチェーニ鎖橋→ヨージェフ・アティラ通り→アンドラーシ通り→英雄広場）を4周する方式で実施された。また、競歩でもアンドラーシ通りをコースに活用。20km競歩では1km、35km競歩では2kmの周回コースが設けられた。

## 大会日程
現地時間は全て中央ヨーロッパ夏時間（CEST、UTC+2）。日本標準時との時差は-7時間。
| 10:50               | 男子           | 20km競歩       | 決勝           |
| 10:35               | 女子           | 100mハードル   | 七種競技       |
| 12:05               | 混合           | 4x400mリレー   | 予選           |
| 12:35               | 男子           | 3000m障害      | 予選           |
| 13:35               | 男子           | 100m           | 予備予選       |
| 13:35               | 男子           | 100m           | 予選           |
| 14:15               | 女子           | 1500m          | 予選           |
| 19:02               | 男子           | 1500m          | 予選           |
| 19:43               | 男子           | 100m           | 予選           |
| 20:31               | 女子           | 200m           | 七種競技       |
| 20:55               | 女子           | 10000m         | 決勝           |
| 21:49               | 混合           | 4x400mリレー   | 決勝           |
| 現地時間            | フィールド種目 | フィールド種目 | フィールド種目 |
| 11:30               | 男子           | 砲丸投         | 予選           |
| 12:47               | 女子           | 走高跳         | 七種競技       |
| 13:00               | 男子           | ハンマー投     | 予選A組        |
| 13:25               | 女子           | 走幅跳         | 予選           |
| 14:45               | 男子           | ハンマー投     | 予選B組        |
| 19:05               | 女子           | 砲丸投         | 七種競技       |
| 19:09               | 男子           | 円盤投         | 予選A組        |
| 19:37               | 男子           | 三段跳         | 予選           |
| 20:37               | 男子           | 砲丸投         | 決勝           |
| 20:43               | 男子           | 円盤投         | 予選B組        |
| 2023年8月20日（日） |                |                |                |
| 現地時間            | トラック種目   | トラック種目   | トラック種目   |
| 7:15                | 女子           | 20km競歩       | 決勝           |
| 9:35                | 女子           | 400m           | 予選           |
| 10:25               | 男子           | 400m           | 予選           |
| 11:25               | 男子           | 400mハードル   | 予選           |
| 12:10               | 女子           | 100m           | 予選           |
| 13:05               | 男子           | 110mハードル   | 予選           |
| 16:35               | 男子           | 100m           | 準決勝         |
| 17:05               | 女子           | 1500m          | 準決勝         |
| 17:30               | 男子           | 1500m          | 準決勝         |
| 18:00               | 女子           | 800m           | 七種競技       |
| 18:25               | 男子           | 10000m         | 決勝           |
| 19:10               | 男子           | 100m           | 決勝           |
| 現地時間            | フィールド種目 | フィールド種目 | フィールド種目 |
| 9:00                | 女子           | 円盤投         | 予選A組        |
| 9:50                | 女子           | 走幅跳         | 七種競技       |
| 10:30               | 女子           | 円盤投         | 予選B組        |
| 10:35               | 男子           | 走高跳         | 予選           |
| 12:00               | 女子           | やり投         | 七種競技A組    |
| 13:05               | 女子           | やり投         | 七種競技B組    |
| 16:55               | 女子           | 走幅跳         | 決勝           |
| 17:49               | 男子           | ハンマー投     | 決勝           |
| 2023年8月21日（月） |                |                |                |
| 現地時間            | トラック種目   | トラック種目   | トラック種目   |
| 18:50               | 女子           | 400mハードル   | 予選           |
| 19:33               | 男子           | 400mハードル   | 準決勝         |
| 20:05               | 男子           | 110mハードル   | 準決勝         |
| 20:35               | 女子           | 100m           | 準決勝         |
| 21:12               | 女子           | 400m           | 準決勝         |
| 21:40               | 男子           | 110mハードル   | 決勝           |
| 21:50               | 女子           | 100m           | 決勝           |
| 現地時間            | フィールド種目 | フィールド種目 | フィールド種目 |
| 18:40               | 女子           | 棒高跳         | 予選           |
| 19:40               | 男子           | 三段跳         | 決勝           |
| 20:30               | 男子           | 円盤投         | 決勝           |
| 2023年8月22日（火） |                |                |                |
| 現地時間            | トラック種目   | トラック種目   | トラック種目   |
| 18:40               | 女子           | 100mハードル   | 予選           |
| 19:20               | 男子           | 800m           | 予選           |
| 20:25               | 女子           | 400mハードル   | 準決勝         |
| 21:00               | 男子           | 400m           | 準決勝         |
| 21:31               | 女子           | 1500m          | 決勝           |
| 21:42               | 男子           | 3000m障害      | 決勝           |
| 現地時間            | フィールド種目 | フィールド種目 | フィールド種目 |
| 19:58               | 男子           | 走高跳         | 決勝           |
| 20:20               | 女子           | 円盤投         | 決勝           |

| 2023年8月23日（水） | 2023年8月23日（水） | 2023年8月23日（水） | 2023年8月23日（水） | 2023年8月23日（水） | 2023年8月23日（水） | 2023年8月23日（水） |
| 現地時間            | トラック種目        | トラック種目        | トラック種目        |                     |                     |                     |
| ------------------- | ------------------- | ------------------- | ------------------- | ------------------- | ------------------- | ------------------- |
| 10:05               | 女子                | 800m                | 予選                |                     |                     |                     |
| 11:20               | 女子                | 200m                | 予選                |                     |                     |                     |
| 12:15               | 男子                | 200m                | 予選                |                     |                     |                     |
| 19:02               | 女子                | 5000m               | 予選                |                     |                     |                     |
| 19:53               | 女子                | 3000m障害           | 予選                |                     |                     |                     |
| 20:45               | 女子                | 100mハードル        | 準決勝              |                     |                     |                     |
| 21:15               | 男子                | 1500m               | 決勝                |                     |                     |                     |
| 21:35               | 女子                | 400m                | 決勝                |                     |                     |                     |
| 21:50               | 男子                | 400mハードル        | 決勝                |                     |                     |                     |
| 現地時間            | フィールド種目      | フィールド種目      | フィールド種目      |                     |                     |                     |
| 10:15               | 男子                | 棒高跳              | 予選                |                     |                     |                     |
| 10:20               | 女子                | やり投              | 予選A組             |                     |                     |                     |
| 11:15               | 男子                | 走幅跳              | 予選                |                     |                     |                     |
| 11:55               | 女子                | やり投              | 予選B組             |                     |                     |                     |
| 19:00               | 女子                | ハンマー投          | 予選A組             |                     |                     |                     |
| 19:10               | 女子                | 三段跳              | 予選                |                     |                     |                     |
| 19:30               | 女子                | 棒高跳              | 決勝                |                     |                     |                     |
| 20:35               | 女子                | ハンマー投          | 予選B組             |                     |                     |                     |
| 2023年8月24日（木） |                     |                     |                     |                     |                     |                     |
| 現地時間            | トラック種目        | トラック種目        | トラック種目        |                     |                     |                     |
| 7:00                | 男子                | 35km競歩            | 決勝                |                     |                     |                     |
| 7:00                | 女子                | 35km競歩            | 決勝                |                     |                     |                     |
| 19:00               | 男子                | 5000m               | 予選                |                     |                     |                     |
| 19:45               | 女子                | 200m                | 準決勝              |                     |                     |                     |
| 20:20               | 男子                | 200m                | 準決勝              |                     |                     |                     |
| 20:50               | 男子                | 800m                | 準決勝              |                     |                     |                     |
| 21:22               | 女子                | 100mハードル        | 決勝                |                     |                     |                     |
| 21:35               | 男子                | 400m                | 決勝                |                     |                     |                     |
| 21:50               | 女子                | 400mハードル        | 決勝                |                     |                     |                     |
| 現地時間            | フィールド種目      | フィールド種目      | フィールド種目      |                     |                     |                     |
| 19:30               | 男子                | 走幅跳              | 決勝                |                     |                     |                     |
| 20:26               | 女子                | ハンマー投          | 決勝                |                     |                     |                     |
| 2023年8月25日（金） |                     |                     |                     |                     |                     |                     |
| 現地時間            | トラック種目        | トラック種目        | トラック種目        |                     |                     |                     |
| 10:05               | 男子                | 100m                | 十種競技            |                     |                     |                     |
| 19:32               | 男子                | 4x100mリレー        | 予選                |                     |                     |                     |
| 20:00               | 女子                | 4x100mリレー        | 予選                |                     |                     |                     |
| 20:25               | 女子                | 800m                | 準決勝              |                     |                     |                     |
| 21:08               | 男子                | 400m                | 十種競技            |                     |                     |                     |
| 21:40               | 女子                | 200m                | 決勝                |                     |                     |                     |
| 21:50               | 男子                | 200m                | 決勝                |                     |                     |                     |
| 現地時間            | フィールド種目      | フィールド種目      | フィールド種目      |                     |                     |                     |
| 10:10               | 男子                | やり投              | 予選A組             |                     |                     |                     |
| 10:20               | 女子                | 走高跳              | 予選                |                     |                     |                     |
| 10:55               | 男子                | 走幅跳              | 十種競技            |                     |                     |                     |
| 11:45               | 男子                | やり投              | 予選B組             |                     |                     |                     |
| 12:20               | 男子                | 砲丸投              | 十種競技            |                     |                     |                     |
| 18:30               | 男子                | 走高跳              | 十種競技            |                     |                     |                     |
| 19:38               | 女子                | 三段跳              | 決勝                |                     |                     |                     |
| 20:20               | 女子                | やり投              | 決勝                |                     |                     |                     |
| 2023年8月26日（土） |                     |                     |                     |                     |                     |                     |
| 現地時間            | トラック種目        | トラック種目        | トラック種目        |                     |                     |                     |
| 7:00                | 女子                | マラソン            | 決勝                |                     |                     |                     |
| 10:05               | 男子                | 110mハードル        | 十種競技            |                     |                     |                     |
| 19:30               | 男子                | 4x400mリレー        | 予選                |                     |                     |                     |
| 19:55               | 女子                | 4x400mリレー        | 予選                |                     |                     |                     |
| 20:30               | 男子                | 800m                | 決勝                |                     |                     |                     |
| 20:50               | 女子                | 5000m               | 決勝                |                     |                     |                     |
| 21:25               | 男子                | 1500m               | 十種競技            |                     |                     |                     |
| 21:40               | 男子                | 4x100mリレー        | 決勝                |                     |                     |                     |
| 21:53               | 女子                | 4x100mリレー        | 決勝                |                     |                     |                     |
| 現地時間            | フィールド種目      | フィールド種目      | フィールド種目      |                     |                     |                     |
| 10:25               | 女子                | 砲丸投              | 予選                |                     |                     |                     |
| 11:00               | 男子                | 円盤投              | 十種競技A組         |                     |                     |                     |
| 11:55               | 男子                | 円盤投              | 十種競技B組         |                     |                     |                     |
| 12:40               | 男子                | 棒高跳              | 十種競技            |                     |                     |                     |
| 19:05               | 男子                | やり投              | 十種競技A組         |                     |                     |                     |
| 19:05               | 男子                | 棒高跳              | 決勝                |                     |                     |                     |
| 20:10               | 男子                | やり投              | 十種競技B組         |                     |                     |                     |
| 20:15               | 女子                | 砲丸投              | 決勝                |                     |                     |                     |
| 2023年8月27日（日） |                     |                     |                     |                     |                     |                     |
| 現地時間            | トラック種目        | トラック種目        | トラック種目        |                     |                     |                     |
| 7:00                | 男子                | マラソン            | 決勝                |                     |                     |                     |
| 20:10               | 男子                | 5000m               | 決勝                |                     |                     |                     |
| 20:45               | 女子                | 800m                | 決勝                |                     |                     |                     |
| 21:10               | 女子                | 3000m障害           | 決勝                |                     |                     |                     |
| 21:37               | 男子                | 4x400mリレー        | 決勝                |                     |                     |                     |
| 21:47               | 女子                | 4x400mリレー        | 決勝                |                     |                     |                     |
| 現地時間            | フィールド種目      | フィールド種目      | フィールド種目      |                     |                     |                     |
| 20:05               | 女子                | 走高跳              | 決勝                |                     |                     |                     |
| 20:20               | 男子                | やり投              | 決勝                |                     |                     |                     |

## 参加資格
| 種目                           | 男子               | 女子               | 目標数 |
| ------------------------------ | ------------------ | ------------------ | ------ |
| 100m                           | 10.00              | 11.08              | 48     |
| 200m                           | 20.16              | 22.60              | 48     |
| 400m                           | 45.00              | 51.60              | 48     |
| 800m                           | 1:44.70            | 1:59.80            | 56     |
| 1500m（1マイル）               | 3:34.20（3:51.00） | 4:03.50（4:22.00） | 56     |
| 5000m                          | 13:07.00           | 14:57.00           | 42     |
| 10000m                         | 27:10.00           | 30:40.00           | 27     |
| マラソン                       | 2:09:40            | 2:28:00            | 100    |
| 100mH                          | -                  | 12.78              | 40     |
| 110mH                          | 13.28              | -                  | 40     |
| 400mH                          | 48.70              | 54.90              | 40     |
| 3000mSC                        | 8:15.00            | 9:23.00            | 36     |
| 走高跳                         | 2m32               | 1m97               | 36     |
| 棒高跳                         | 5m81               | 4m71               | 36     |
| 走幅跳                         | 8m25               | 6m85               | 36     |
| 三段跳                         | 17m20              | 14m52              | 36     |
| 砲丸投                         | 21m40              | 18m80              | 36     |
| 円盤投                         | 67m00              | 64m20              | 36     |
| ハンマー投                     | 78m00              | 73m60              | 36     |
| やり投                         | 85m20              | 81m00              | 36     |
| 七種競技                       | -                  | 6480               | 24     |
| 十種競技                       | 8460               | -                  | 24     |
| 20km競歩                       | 1:20:10            | 1:29:20            | 50     |
| 35km競歩                       | 2:29:40            | 2:51:30            | 50     |
| 4×100mR                        | 前回上位8+ランク8  | 前回上位8+ランク8  | 16     |
| 4×400mR                        | 前回上位8+ランク8  | 前回上位8+ランク8  | 16     |
| 混合4×400mR                    | 前回上位8+ランク8  | 前回上位8+ランク8  | 16     |
| 単位は : （時間、分） . （秒） |                    |                    |        |

## 競技結果

### 男子
2019 | 2022 | 2023
| | 金 | 金       | 銀 | 銀       | 銅 | 銅       |
| --- | --- | -------- | --- | -------- | --- | -------- |
| 100m （詳細） | ノア・ライルズ · アメリカ合衆国 (USA) | 9.83     | レツィレ・テボゴ · ボツワナ (BOT)                                                                        | 9.88     | ツァーネル・ヒューズ · イギリス (GBR)                                                                            | 9.88     |
| 200m （詳細） | ノア・ライルズ · アメリカ合衆国 (USA) | 19.52    | エリヨン・ナイトン · アメリカ合衆国 (USA)                                                                | 19.75    | レツィレ・テボゴ · ボツワナ (BOT)                                                                                | 19.81    |
| 400m （詳細） | アントニオ・ワトソン · ジャマイカ (JAM) | 44.22    | マシュー・ハドソン＝スミス · イギリス (GBR)                                                              | 44.31    | クインシー・ホール · アメリカ合衆国 (USA)                                                                        | 44.37    |
| 800m （詳細） | マルコ・アロップ · カナダ (CAN) | 1:44.24  | エマニュエル・ワニョニ · ケニア (KEN)                                                                    | 1:44.53  | ベン・パティソン · イギリス (GBR)                                                                                | 1:44.83  |
| 1500m （詳細） | ジョシュ・カー · イギリス (GBR) | 3:29.38  | ヤコブ・インゲブリグトセン · ノルウェー (NOR)                                                            | 3:29.65  | ナルベ・イリエ・ノルドス · ノルウェー (NOR)                                                                      | 3:29.68  |
| 5000m （詳細） | ヤコブ・インゲブリクトセン · ノルウェー (NOR) | 13:11.30 | モハメド・カティル · スペイン (ESP)                                                                      | 13:11.44 | ジャコブ・クロップ · ケニア (KEN)                                                                                | 13:12.28 |
| 10000m （詳細） | ジョシュア・チェプテゲイ · ウガンダ (UGA) | 27:51.42 | ダニエル・エベニョ · ケニア (KEN)                                                                        | 27:52.60 | セレモン・バレガ · エチオピア (ETH)                                                                              | 27:52.72 |
| 110mハードル （詳細） | グラント・ホロウェイ · アメリカ合衆国 (USA) | 12.96    | ハンズル・パーチメント · ジャマイカ (JAM)                                                                | 13.07    | ダニエル・ロバーツ · アメリカ合衆国 (USA)                                                                        | 13.09    |
| 400mハードル （詳細） | カールステン・ワーホルム · ノルウェー (NOR) | 46.89    | カイロン・マクマスター · イギリス領ヴァージン諸島 (IVB)                                                  | 47.34    | ライ・ベンジャミン · アメリカ合衆国 (USA)                                                                        | 47.56    |
| 3000m障害 （詳細） | ソフィアン・エル・バッカリ · モロッコ (MAR) | 8:03.53  | ラメチャ・ギルマ · エチオピア (ETH)                                                                      | 8:05.44  | アブラハム・キビウォット · ケニア (KEN)                                                                          | 8:11.98  |
| 4×100mリレー （詳細） | アメリカ合衆国 (USA) · クリスチャン・コールマン · フレッド・カーリー · ブランドン・カーネス · ノア・ライルズ · JT.スミス*                                                                | 37.38    | イタリア (ITA) · ロベルト・リガリ · マルセル・ジェイコブス · ロレンツォ・パタ · フィリッポ・トルトゥ     | 37.62    | ジャマイカ (JAM) · アキーム・ブレーク · オブリク・セヴィル · ライエム・フォード · ロハン・ワトソン               | 37.76    |
| 4×400mリレー （詳細） | アメリカ合衆国 (USA) · クインシー・ホール · バーノン・ノーウッド · ジャスティン・ロビンソン · ライ・ベンジャミン · トレバー・バシット* · マシュー・ボリング* · クリストファー・ベイリー* | 2:57.31  | フランス (FRA) · リュドビ・バイヨン · ジル・ビロン · デビッド・ソンブ · テオ・アンダン · ロイク・プレボ* | 2:58.45  | イギリス (GBR) · アレックス・ヘイドック・ウィルソン · チャールズ・ドブソン · ルイス・デイビー · リオ・ミッチャム | 2:58.71  |
| マラソン （詳細） | ビクター・キプランガット · ウガンダ (UGA) | 2:08:53  | マル・テフェリ · イスラエル (ISR)                                                                        | 2:09:12  | ルウル・ゲブレシラシエ · エチオピア (ETH)                                                                        | 2:09:19  |
| 20km競歩 （詳細） | アルバロ・マルティン · スペイン (ESP) | 1:17:32  | ペルセウス・カールストロム · エクアドル (ECU)                                                            | 1:17:39  | カイオ・ボンフィム · ブラジル (BRA)                                                                              | 1:17:47  |
| 35km競歩 （詳細） | アルバロ・マルティン · スペイン (ESP) | 2:24:30  | ブライアン・ダニエル・ピンタド · エクアドル (ECU)                                                        | 2:24:34  | 川野将虎 · 日本 (JPN)                                                                                            | 2:25:12  |
| 走高跳 （詳細） | ジャンマルコ・タンベリ · イタリア (ITA) | 2m36     | ジュボーン・ハリソン · アメリカ合衆国 (USA)                                                              | 2m36     | ムタズ・エサ・バルシム · カタール (QAT)                                                                          | 2m33     |
| 棒高跳 （詳細） | アルマンド・デュプランティス · スウェーデン (SWE) | 6m10     | アーネストジョン・オビエナ · フィリピン (PHI)                                                            | 6m00     | カーティス・マーシャル · オーストラリア (AUS) · クリス・ニルセン · アメリカ合衆国 (USA)                          | 5m95     |
| 走幅跳 （詳細） | ミルティアディス・テントグル · ギリシャ (GRE) | 8m52     | ウェイン・ピノック · ジャマイカ (JAM)                                                                    | 8m50     | タジェイ・ゲイル · ジャマイカ (JAM)                                                                              | 8m27     |
| 三段跳 （詳細） | ユーグ・ファブリス・ザンゴ · ブルキナファソ (BUR) | 17m64    | ラサロ・マルティネス · キューバ ({{{size}}})                                                             | 17m41    | クリスティアン・ナポレス · キューバ ({{{size}}})                                                                 | 17m40    |
| 砲丸投 （詳細） | ライアン・クルーザー · アメリカ合衆国 (USA) | 23m51    | レオナルド・ファブリ · イタリア (ITA)                                                                    | 22m34    | ジョー・コバックス · アメリカ合衆国 (USA)                                                                        | 22m12    |
| 円盤投 （詳細） | ダニエル・スタール · スウェーデン (SWE) | 71m46    | クリスティアン・チェフ · スロベニア (SLO)                                                                | 70m02    | マイコラス・アレクナ · リトアニア (LTU)                                                                          | 68m85    |
| ハンマー投 （詳細） | イーサン・カツバーグ · カナダ (CAN) | 81m25    | ボイチェフ・ノビツキ · ポーランド (POL)                                                                  | 81m02    | ベンツェ・ハラス · ハンガリー (HUN)                                                                              | 80m82    |
| やり投 （詳細） | ニーラジ・チョプラ · インド (IND) | 88m17    | アルシャド・ナディーム · パキスタン (PAK)                                                                | 87m82    | ジャクブ・バトレイク · チェコ (CZE)                                                                              | 86m67    |
| 十種競技 （詳細） | ピエルス・ルパージュ · カナダ (CAN) | 8909     | ダミアン・ワーナー · カナダ (CAN)                                                                        | 8804     | リンドン・ヴィクター · グレナダ (GRN)                                                                            | 8756     |
| 世界記録 \| 今季世界最高記録 \| アフリカ記録 \| アジア記録 \| ヨーロッパ記録 \| オセアニア記録 \| カリブ海北中米記録 \| 南米記録 \| ジュニア世界記録 \| 大会記録 \| 国内記録 \| 自己ベスト \| シーズンベスト | |          | |          | |          |

#### 注記
大会第6日（現地時間で8月24日）の「アフタヌーンセッション」（競技場内で午後帯に実施される種目）に組み込まれていた男子200m準決勝の開始前に、「準決勝の第1組へ出場する選手（飯塚翔太やノア・ライルズなど）を乗せながら走行していたカートの左側面へ、別のカートが前面からT字状に衝突する」という事故が競技場外の路上（2本の道が左右から合流する地点）で発生した。飯塚によれば「2台のカートとも（運転手が）ブレーキを掛けずに衝突した」とのことで、衝突された個所に近い席へ座っていたアンドルー・ハドソン選手（ジャマイカ）および、ボランティアスタッフ1名が目の痛みや視覚の異常を理由に検査を受診。準決勝では出場選手を3つの組に分けていたが、事故の発生を受けて、レースを実施する順番を「第1組→第2組→第3組」から「第2組→第3組→第1組」に入れ替える措置が急遽講じられた。
ハドソンは検査を受けた後に、準決勝の1組へ出場。視力のおぼつかない状態で完走を果たしながらも、着順は5着で、タイムも全3組での14番目（20秒38）にとどまった。しかし、レース後には運営側に対して「（衝突によって割れた）ガラスの破片が右目に入ったせいで、視界がかすんだ（ままでの出場を余儀なくされた）」と抗議。さらに、ブダペスト市内の病院で右目の診察と治療を改めて受けたところ、本人曰く「（レースの前より）右目の状態が良くなった」という。その間に上記の抗議が運営側に受け入れられた結果、ハドソンは（各組の着順で2着以上の選手に、3着以下の選手から全3組のタイム順で上位の2名を加えた8名にしか本来は許されていない）決勝への出場を「衝突事故での負傷に伴う救済措置」として特別に認められた。このため、男子200mの決勝には、ハドソンを含めて9名の選手が出場。「救済措置」によって第1レーンを割り当てられたハドソンは完走したものの、着順は8着で、タイムは20秒40だった。

### 女子
2019 | 2022 | 2023
| | 金 | 金       | 銀 | 銀       | 銅 | 銅       |
| --- | --- | -------- | --- | -------- | --- | -------- |
| 100m （詳細） | シャカリ・リチャードソン · アメリカ合衆国 (USA) | 10.65    | シェリカ・ジャクソン · ジャマイカ (JAM) | 10.72    | シェリー＝アン・フレーザー＝プライス · ジャマイカ (JAM)                                                              | 10.77    |
| 200m （詳細） | シェリカ・ジャクソン · ジャマイカ (JAM) | 21.41    | ガブリエル・トーマス · アメリカ合衆国 (USA) | 21.81    | シャカリ・リチャードソン · アメリカ合衆国 (USA)                                                                      | 21.92    |
| 400m （詳細） | マリレイディ・パウリノ · ドミニカ共和国 (DOM) | 48.76    | ナタリア・カチュマレク · ポーランド (POL) | 49.57    | サダ・ウィリアムズ · バルバドス (BAR)                                                                                | 49.60    |
| 800m （詳細） | メアリー・モラア · ケニア (KEN) | 1:56.03  | キーリー・ホジキンソン · イギリス (GBR) | 1:56.34  | アシング・ムー · アメリカ合衆国 (USA)                                                                                | 1:56.61  |
| 1500m （詳細） | フェイス・キピエゴン · ケニア (KEN) | 3:54.87  | ディリベ・ウェルテジ · エチオピア (ETH) | 3:55.69  | シファン・ハッサン · オランダ (NED)                                                                                  | 3:56.00  |
| 5000m （詳細） | フェイス・キピエゴン · ケニア (KEN) | 14:53.88 | シファン・ハッサン · オランダ (NED) | 14:54.11 | ベアトリス・チェベト · ケニア (KEN)                                                                                  | 14:54.33 |
| 10000m （詳細） | グダフ・ツェガイ · エチオピア (ETH) | 31:27.18 | レテセンベト・ギデイ · エチオピア (ETH) | 31:28.16 | エジガエフ・タエ · エチオピア (ETH)                                                                                  | 31:28.31 |
| 100mハードル （詳細） | ダニエル・ウィリアムズ · ジャマイカ (JAM) | 12.43    | ジャスミン・カマチョ＝クイン · プエルトリコ (PUR) | 12.44    | ケンドラ・ハリソン · アメリカ合衆国 (USA)                                                                            | 12.46    |
| 400mハードル （詳細） | フェムケ・ボル · オランダ (NED) | 51.70    | シャミア・リトル · アメリカ合衆国 (USA) | 52.80    | ラッシェル・クレイトン · ジャマイカ (JAM)                                                                            | 52.81    |
| 3000m障害 （詳細） | ウィンフレッド・ヤヴィ · バーレーン (BHR) | 8:54.29  | ベアトリス・チェプコエチ · ケニア (KEN) | 8:58.98  | フェイス・チェロティッチ · ケニア (KEN)                                                                              | 9:00.69  |
| 4×100mリレー （詳細） | アメリカ合衆国 (USA) · タマリ・デビス · トワニシャ・テリー · ガブリエル・トーマス · シャカリ・リチャードソン · タマラ・クラーク* · メリッサ・ジェファーソン* | 41.03    | ジャマイカ (JAM) · ナターシャ・モリソン · シェリー＝アン・フレーザー＝プライス · シャシャリー・フォーブス · シェリカ・ジャクソン · ブリアナ・ウィリアムズ* · エレイン・トンプソン＝ヘラ* | 41.21    | イギリス (GBR) · アシャ・フィリップ · イマニ・ランシコト · ビアンカ・ウィリアムズ · ダリル・ネイタ · アニー・タゴー* | 41.98    |
| 4×400mリレー （詳細） | オランダ (NED) · エヴェリン・サールバーグ · リーケ･クラバー · キャサリン･ピーターズ · フェムケ・ボル · Lisanne de Witte*                                     | 3:20.72  | ジャマイカ (JAM) · キャンディス･マクリオド · ジャニーブ･ラッセル · ニッキーシャ･プライス · ステイシー＝アン･ウィリアムズ · シャロキー・ヤング* · シアン・サルモン*                       | 3:20.88  | イギリス (GBR) · ラビアイ･ニールセン · アンバー･アニング · アマ・ピピ · ニコル･イヤギン* · イェミ・メアリー・ジョン  | 3:21.04  |
| マラソン （詳細） | アマネ・ベリソ・シャンクル · エチオピア (ETH) | 2:24:23  | ゴティトム・ゲブレシラシエ · エチオピア (ETH) | 2:24:34  | ファティマ・ガルダディ · モロッコ (MAR)                                                                              | 2:25:17  |
| 20km競歩 （詳細） | マリア・ペレス · スペイン (ESP) | 1:26:51  | ジェミマ・モンタグ · オーストラリア (AUS) | 1:27:16  | アントネッラ・パルミサーノ · イタリア (ITA)                                                                          | 1:27:26  |
| 35km競歩 （詳細） | マリア・ペレス · スペイン (ESP) | 2:38:40  | キンバリー・ガルシア・レオン · ペルー (PER) | 2:40:52  | アンティゴニ・ドリスビオティ · ギリシャ (GRE)                                                                        | 2:43:22  |
| 走高跳 （詳細） | ヤロスラワ・マフチフ · ウクライナ (UKR) | 2m01     | エレノア・パターソン · オーストラリア (AUS) | 1m99     | ニコラ・オリスラガース · オーストラリア (AUS)                                                                        | 1m99     |
| 棒高跳 （詳細） | ニナ・ケネディ · オーストラリア (AUS) · ケイティ・ムーン · アメリカ合衆国 (USA)                                                                              | 4m90     | なし | -        | ウィルマ・ムルト · フィンランド (FIN)                                                                                | 4m80     |
| 走幅跳 （詳細） | イヴァナ・ヴレタ · セルビア (SER) | 7m14     | タラ・デイビス＝ウッドホール · アメリカ合衆国 (USA) | 6m91     | アリーナ・ロタル・コットマン · ルーマニア (ROU)                                                                      | 6m88     |
| 三段跳 （詳細） | ユリマル・ロハス · ベネズエラ (VEN) | 15m08    | マリナ・ベク＝ロマンチュク · ウクライナ (UKR) | 15m00    | レヤニス・ペレス・エルナンデス · キューバ ({{{size}}})                                                               | 14m96    |
| 砲丸投 （詳細） | チェイス・アーレイ · アメリカ合衆国 (USA) | 20m43    | サラ・ミトン · カナダ (CAN) | 20m08    | 鞏立姣 · 中華人民共和国 (CHN)                                                                                        | 19m69    |
| 円盤投 （詳細） | ラウラウガ・タウサガ · アメリカ合衆国 (USA) | 69m49    | バラリー・オールマン · アメリカ合衆国 (USA) | 69m23    | 馮彬 · 中華人民共和国 (CHN)                                                                                          | 68m20    |
| ハンマー投 （詳細） | カムリン・ロジャース · カナダ (CAN) | 77m22    | ジャニー・カサナボイド · アメリカ合衆国 (USA) | 76m36    | ディアナ・プライス · アメリカ合衆国 (USA)                                                                            | 75m41    |
| やり投 （詳細） | 北口榛花 · 日本 (JPN) | 66m73    | フロル・デニス・ルイス・フルタド · コロンビア (COL) | 65m47    | マッケンジー・リトル · オーストラリア (AUS)                                                                          | 63m38    |
| 七種競技 （詳細） | カタリーナ・ジョンソン＝トンプソン · イギリス (GBR) | 6740     | アナ・ホール · アメリカ合衆国 (USA) | 6720     | アナウク・フェッター · オランダ (NED)                                                                                | 6501     |
| 世界記録 \| 今季世界最高記録 \| アフリカ記録 \| アジア記録 \| ヨーロッパ記録 \| オセアニア記録 \| カリブ海北中米記録 \| 南米記録 \| ジュニア世界記録 \| 大会記録 \| 国内記録 \| 自己ベスト \| シーズンベスト | |          | |          | |          |

### 混合
| | 金 | 金      | 銀 | 銀      | 銅 | 銅      |
| --- | --- | ------- | --- | ------- | --- | ------- |
| 4×400mリレー （詳細） | アメリカ合衆国 (USA) · ジャスティン・ロビンソン(44.99) · ロージー・エフィオング(49.86) · マシュー・ボーリング(45.13) · アレクシス・ホルムズ(48.82) · ライアン・ウイリー* | 3:08.80 | イギリス (GBR) · ルイス・ダベイ(45.69) · ラビアイ・ニールセン(49.94) · リオ・ミッチャム(44.65) · イェミ・メアリー・ジョン(50.78) · ジョセフ・ブライアー* | 3:11.06 | チェコ (CZE) · マチェイ・クルセク(46.13) · テレザ・ペトルジルコバ(50.60) · パトリック･ショルム(44.85) · ラダ・ボンドロバ(50.40) | 3:11.98 |
| 世界記録 \| 今季世界最高記録 \| アフリカ記録 \| アジア記録 \| ヨーロッパ記録 \| オセアニア記録 \| カリブ海北中米記録 \| 南米記録 \| ジュニア世界記録 \| 大会記録 \| 国内記録 \| 自己ベスト \| シーズンベスト | |         | |         | |         |

## 国別メダル獲得数
*   開催国/地域 ( ハンガリー)
| 順位               | 国/地域                  | 金 | 銀 | 銅 | 計  |
| ------------------ | ------------------------ | -- | -- | -- | --- |
| 1                  | アメリカ合衆国           | 12 | 8  | 9  | 29  |
| 2                  | カナダ                   | 4  | 2  | 0  | 6   |
| 3                  | スペイン                 | 4  | 1  | 0  | 5   |
| 4                  | ジャマイカ               | 3  | 5  | 4  | 12  |
| 5                  | ケニア                   | 3  | 3  | 4  | 10  |
| 6                  | エチオピア               | 2  | 4  | 3  | 9   |
| 7                  | イギリス                 | 2  | 3  | 5  | 10  |
| 8                  | オランダ                 | 2  | 1  | 2  | 5   |
| 9                  | ノルウェー               | 2  | 1  | 1  | 4   |
| 10                 | スウェーデン             | 2  | 1  | 0  | 3   |
| 11                 | ウガンダ                 | 2  | 0  | 0  | 2   |
| 12                 | オーストラリア           | 1  | 2  | 3  | 6   |
| 13                 | イタリア                 | 1  | 2  | 1  | 4   |
| 14                 | ウクライナ               | 1  | 1  | 0  | 2   |
| 15                 | ギリシャ                 | 1  | 0  | 1  | 2   |
| 15                 | モロッコ                 | 1  | 0  | 1  | 2   |
| 15                 | 日本                     | 1  | 0  | 1  | 2   |
| 18                 | インド                   | 1  | 0  | 0  | 1   |
| 18                 | セルビア                 | 1  | 0  | 0  | 1   |
| 18                 | ドミニカ共和国           | 1  | 0  | 0  | 1   |
| 18                 | バーレーン               | 1  | 0  | 0  | 1   |
| 18                 | ブルキナファソ           | 1  | 0  | 0  | 1   |
| 18                 | ベネズエラ               | 1  | 0  | 0  | 1   |
| 24                 | ポーランド               | 0  | 2  | 0  | 2   |
| 25                 | キューバ                 | 0  | 1  | 2  | 3   |
| 26                 | ボツワナ                 | 0  | 1  | 1  | 2   |
| 27                 | イギリス領ヴァージン諸島 | 0  | 1  | 0  | 1   |
| 27                 | イスラエル               | 0  | 1  | 0  | 1   |
| 27                 | エクアドル               | 0  | 1  | 0  | 1   |
| 27                 | コロンビア               | 0  | 1  | 0  | 1   |
| 27                 | スロベニア               | 0  | 1  | 0  | 1   |
| 27                 | パキスタン               | 0  | 1  | 0  | 1   |
| 27                 | フィリピン               | 0  | 1  | 0  | 1   |
| 27                 | フランス                 | 0  | 1  | 0  | 1   |
| 27                 | プエルトリコ             | 0  | 1  | 0  | 1   |
| 27                 | ペルー                   | 0  | 1  | 0  | 1   |
| 37                 | チェコ                   | 0  | 0  | 2  | 2   |
| 37                 | 中国                     | 0  | 0  | 2  | 2   |
| 39                 | カタール                 | 0  | 0  | 1  | 1   |
| 39                 | グレナダ                 | 0  | 0  | 1  | 1   |
| 39                 | ハンガリー*              | 0  | 0  | 1  | 1   |
| 39                 | バルバドス               | 0  | 0  | 1  | 1   |
| 39                 | フィンランド             | 0  | 0  | 1  | 1   |
| 39                 | ブラジル                 | 0  | 0  | 1  | 1   |
| 39                 | リトアニア               | 0  | 0  | 1  | 1   |
| 39                 | ルーマニア               | 0  | 0  | 1  | 1   |
| 計 (国/地域数: 46) | 計 (国/地域数: 46)       | 50 | 48 | 50 | 148 |

## 参加国・地域
- アフガニスタン (1)
- アルバニア (2)
- アルジェリア (10)
- アメリカ領サモア (1)
- アンドラ (1)
- アンゴラ (1)
- アンギラ (1)
- オランダ領アンティル (1)
- アルゼンチン (10)
- アルメニア (1)
- アルバ (1)
- アルツァフ共和国 (6)
- オーストラリア (66)
- オーストリア (8)
- アゼルバイジャン (2)
- バハマ (11)
- ブルネイ (6)
- バングラデシュ (1)
- バルバドス (3)
- ベルギー (31)
- ベリーズ (1)
- ベナン (1)
- バミューダ諸島 (1)
- ボリビア (1)
- ボスニア・ヘルツェゴビナ (3)
- ボツワナ (14)
- ブラジル (56)
- イギリス領ヴァージン諸島 (3)
- ブルガリア (3)
- ブルキナファソ (2)
- ブルンジ (6)
- カメルーン (3)
- カナダ (55)
- カーボベルデ (1)
- ケイマン諸島 (1)
- 中央アフリカ共和国 (1)
- チャド (1)
- チリ (9)
- 中国 (41)
- チャイニーズタイペイ (4)
- コロンビア (16)
- コモロ (1)
- コンゴ共和国 (1)
- クック諸島 (1)
- コスタリカ (1)
- クロアチア (9)
- キューバ (21)
- キプロス (6)
- チェコ (23)
- コンゴ民主共和国 (1)
- デンマーク (11)
- ジブチ (3)
- ドミニカ国 (1)
- ドミニカ共和国 (7)
- 東ティモール (1)
- エクアドル (17)
- エジプト (6)
- エルサルバドル (1)
- 赤道ギニア (1)
- エリトリア (7)
- エストニア (7)
- エスワティニ (1)
- エチオピア (42)
- ミクロネシア連邦 (1)
- フィジー (1)
- フィンランド (40)
- フランス (78)
- フランス領ポリネシア (1)
- ガボン (1)
- ガンビア (2)
- ジョージア (1)
- ドイツ (78)
- ガーナ  (7)
- ジブラルタル (1)
- イギリス (55)
- ギリシャ (22)
- グレナダ (4)
- グアム (1)
- グアテマラ (4)
- ギニアビサウ (1)
- ガイアナ (2)
- ハイチ (1)
- ホンジュラス (1)
- 香港 (1)
- ハンガリー (63) 開催国
- アイスランド (3)
- インド (28)
- インドネシア (1)
- イラン (2)
- イラク (1)
- アイルランド (24)
- イスラエル (6)
- イタリア (78)
- コートジボワール (6)
- ジャマイカ (68)
- 日本 (76)
- ヨルダン (1)
- カザフスタン (8)
- キリバス (1)
- ケニア (52)
- コソボ (1)
- クウェート (3)
- キルギス (2)
- ラオス (1)
- ラトビア (9)
- レバノン (1)
- レソト (2)
- リベリア (3)
- リビア (1)
- リトアニア (16)
- ルクセンブルク (4)
- マカオ (1)
- マダガスカル (1)
- マラウイ (1)
- マレーシア (1)
- モルディブ (1)
- マリ共和国 (1)
- マルタ (1)
- マーシャル諸島 (1)
- モーリタニア (1)
- モーリシャス (1)
- メキシコ (25)
- モルドバ (4)
- モナコ (1)
- モンゴル (4)
- モンテネグロ (1)
- モロッコ (18)
- モザンビーク (1)
- ミャンマー (1)
- ナミビア (3)
- ナウル (1)
- ネパール (1)
- オランダ (41)
- ニュージーランド (19)
- ニカラグア (1)
- ニジェール (1)
- ナイジェリア (27)
- マケドニア (1)
- 北マリアナ諸島 (1)
- ノルウェー (27)
- オマーン (1)
- パキスタン (1)
- パラオ (1)
- パレスチナ (1)
- パナマ (2)
- パプアニューギニア (1)
- パラグアイ (2)
- ペルー (12)
- フィリピン (3)
- ポーランド (67)
- ポルトガル (29)
- プエルトリコ (10)
- カタール (3)
- ルーマニア (16)
- ルワンダ (3)
- セントクリストファー・ネイビス (1)
- セントルシア (1)
- セントビンセント・グレナディーン (1)
- サモア (1)
- サンマリノ (1)
- サントメ・プリンシペ (1)
- サウジアラビア (2)
- セネガル (2)
- セルビア (9)
- セーシェル (1)
- シエラレオネ (1)
- シンガポール (2)
- スロバキア (9)
- スロベニア (13)
- ソロモン諸島 (1)
- ソマリア (1)
- 南アフリカ共和国 (36)
- 韓国 (4)
- 南スーダン (1)
- スペイン (58)
- スリランカ (7)
- スリナム (1)
- スウェーデン (32)
- スイス (39)
- タジキスタン (1)
- タンザニア (1)
- タイ王国 (1)
- トーゴ (1)
- トンガ (1)
- トリニダード・トバゴ (16)
- チュニジア (4)
- トルコ (17)
- トルクメニスタン (1)
- タークス・カイコス諸島 (1)
- ツバル (1)
- ウガンダ (21)
- ウクライナ (30)
- アラブ首長国連邦 (1)
- アメリカ合衆国 (138)
- ウルグアイ (6)
- ウズベキスタン (5)
- バヌアツ (1)
- ベネズエラ (5)
- ベトナム (1)
- アメリカ領ヴァージン諸島 (1)
- ザンビア (2)
- ジンバブエ (4)

## 放送
ハンガリー・テレビが国際映像を制作。

### 日本国内
- 地上波デジタル放送

深夜 - 早朝帯を中心に、TBSテレビ系列で独占中継。男女マラソン・男女競歩（いずれもブダペスト市内の公道を使用）・「モーニングセッション」（現地時間で午前帯に国立競技場で組まれている種目）・「アフタヌーンセッション」（前述）向けの生中継枠を午後（最も早い日には13:30）からゴールデンタイム（最長で21:00まで）、「イブニングセッション」（現地時間で夜間に国立競技場で組まれている種目）向けの生中継枠を深夜（最も早い日には22:00）から早朝帯（最長で5:30まで）に編成している。
一部の種目については、編成上の事情から、録画中継や録画映像によるダイジェスト放送で対応。上記の中継枠では、生中継対象の種目が始まるまで相当の時間を要する場合に、開始までの時間帯を（予選・準決勝・決勝のいずれかが放送前に終了した他種目の）録画中継などに充てている。
当大会からの新たな取り組みとして、生中継・録画中継のシーンに応じた「用語解説」（中継する競技・種目に関する専門用語・略称、中継の見どころ、大会に参加している国・地域、注目選手・中継番組出演者のプロフィールなどの「豆知識」を1行の見出しと2行の解説文で紹介するミニ画面）を、中継の放送中に画面の左上へ自動的に表示。「用語解説」の表示にはデータ放送を活用していて、視聴者が必要に応じて表示の有無をテレビリモコンの青ボタンで操作できるようになっている。
一部種目の生中継では、以下に記す突発的な事態の影響で、放送時間の大幅な繰り下げや長時間の中断を余儀なくされている。
大会初日（8月19日）の午後には、男子20km競歩（日本勢が上位を独占することが最初に期待されていた種目）のスタート時刻が15:50（以下の時刻はいずれも日本時間）に設定されていたことを踏まえて、制作局のTBSテレビが中継の放送枠を15:00 - 21:00に編成。この放送枠には、「モーニングセッション」と「イブニングセッション」向けの中継枠も含まれていた。しかし、ブダペスト市の中心地に設けられていた男子20km競歩のスタート地点が、スタート時刻の直前から気温の急低下・強風・大雨に見舞われた。競歩のレース中に雷雨が生じる可能性を懸念した主催者は、スタートの時刻を17:50まで繰り下げることを15:40に決定。この決定によって2時間近くにわたる「放送上の空白」が突然生じたことから、TBSテレビでは「空白」をメイン会場内（特設スタジオ）からの生放送（注目競技の展望や日本代表で注目される選手の紹介など）に充てた。もっとも、同局では前述したように6時間分の中継枠をあらかじめ編成していたため、男子20km競歩の生中継自体はスタート時刻の繰り下げ後もこの枠内で完結している。
日本時間で8月24日の未明に編成されていた大会第5日（23日）「ナイトセッション」の生中継は、24日の午前4時台に突如中断された。北朝鮮から日本の上空に向けた弾道ミサイルの打上げを日本政府が24日の午前3:54に確認したことをきっかけにJアラート（全国瞬時警報システム）が沖縄県に発令されたことを受けて、東京のTBS放送センターから『JNN報道特別番組「北朝鮮、ミサイル発射」』を40分近くにわたって急遽放送したことによる。この影響で、午前4時台に予定していた男子1500m決勝・女子400m決勝の生中継が見送られたため、TBSテレビでは24日（大会第6日）の「ナイトセッション」中継枠に両種目の録画中継を組み込んだ。
- BSデジタル放送

決勝種目を中心に編集したハイライト番組を、BS-TBSで夜間に放送。放送日によって、1時間枠・2時間枠・3時間枠のいずれかで編成している。
- ラジオ放送

- インターネット上の動画配信

前年（2022年）のオレゴン大会に続いてTVerでリアルタイム配信を実施する一方で、当大会からの新たな取り組みとして、全種目の決勝中継の動画をU-NEXT内の「Paraviコーナー」からライブ配信。前述した事情から地上波で突如中継できなくなった男子1500m決勝・女子400m決勝についても、「Paraviコーナー」では当初の予定どおりにライブ配信を実施した。

#### 番組出演者
◎：出演の時点でTBSテレビのアナウンサー（☆印の人物は前年のオレゴン大会でも中継番組に出演）
●：TBS→TBSテレビ出身のフリーアナウンサー（TBSへの在籍中にスポーツアナウンサーとして活動）
- メインキャスター：江藤愛◎、石井大裕◎☆

1997年アテネ大会から25年間（延べ13大会）にわたって中継番組のメインキャスターを務めてきた織田裕二（俳優・歌手）と中井美穂（フリーアナウンサー）が、オレゴン大会で揃って卒業したことを受けて、TBSテレビの現職アナウンサーから初めて起用。TBSテレビでは、このような事情から、競技中継・関連番組のテーマソングを『All my treasures』（織田が歌手として発表した楽曲で本人のメインキャスター在任中に一貫して使用）から『生命体』（星野源の書き下ろし曲）に変更している。
江藤・石井とも、当大会のトラック&フィールド系種目へ出場できる日本代表選手の選考会を兼ねたゴールデングランプリ陸上2023横浜（2023年5月21日に神奈川県横浜市の横浜国際総合競技場で開催）から、TBSテレビ系列向けのトラック&フィールド競技中継で進行役を務めている。
石井はスポーツアナウンサーで、出演の時点では『S☆1』（TBSテレビ系列のスポーツ情報番組）のメインキャスターも担当。世界陸上のテレビ中継では、2015年の北京大会からオレゴン大会まで4大会連続で「フィールドキャスター」を務めていて、競技会場のミックスゾーンで世界59ヶ国の762選手に取材した経験を持つ。当大会の中継番組では、このような経験や取材力を背景に「動く総合司会」という役割を担っていて、ウォーミングアップエリアからのリポートやミックスゾーンでのインタビューも随時任されていた。
- スペシャルキャスター：高橋尚子（スポーツキャスター、シドニーオリンピック女子マラソン金メダリスト）[20]

長距離トラック種目・男女マラソン中継の解説も担当。女子マラソンの中継では、金哲彦（NPO法人ニッポンランナーズの創設者、高橋が社会人ランナー時代の初期に在籍していたリクルート陸上競技部の元・監督）が沿道でのリポートを担当した。
- フィールドリポーター（トラック種目におけるサブトラックからの中継リポーター）：木村文子（日本陸上競技連盟理事・エディオン女子陸上競技部一般種目コーチ）

100mハードルと走幅跳の元・選手。世界陸上では、女子100mハードル種目における日本出身選手初の準決勝進出を、2017年のロンドン大会で初出場にして果たしていた。2019年のドーハ大会や東京2020オリンピックにもこの種目で出場していたが、オリンピック閉幕後の2021年12月に現役を引退。
当大会では、織田・中井と共にTBS→TBSテレビの中継番組へ長らく出演してきた小谷実可子からフィールドリポーターを引き継いでいるほか、トラック競技の中継で一部種目（ハードル・短距離走など）の解説を初めて任されていた。
- 取材リポーター：近藤夏子◎☆（出演の時点では『S☆1』のメインキャスター）

トラック&フィールド種目の一部では、当該種目へ出場した日本選手に対するミックスゾーンでのインタビューも担当。
- 競技実況・リポーター
  - 開催地のブダペストへ派遣： 初田啓介◎☆、新タ悦男◎☆、佐藤文康◎☆、伊藤隆佑◎☆、熊崎風斗◎☆、小沢光葵◎
  - 東京のTBS放送センターからU-NEXTのライブ配信向けに「オフチューブ方式」で一部種目の決勝を実況：土井敏之◎☆、小笠原亘◎、南波雅俊◎、高柳光希◎、林正浩●、有馬隼人●
    - 男子マラソンの中継では、沿道からのリポートを熊崎、日本国内からの応援リポートを古田敬郷◎と光山雄一朗（CBCテレビアナウンサー）が担当。
- VTRナレーション：服部潤、岩井証夫、庄司宇芽香、悠木碧[24]